# Thunbergia
Pour les articles homonymes, voir Thunbergia (Hémiptère).
Genre
Classification phylogénétique
Thunbergia est un genre de plantes à fleurs de la famille des Acanthaceae. Il comporte environ 200 espèces. Ce sont souvent des lianes ou des plantes volubiles originaires d'Afrique tropicale, de Madagascar ou d'Asie du Sud-Est.
Le nom honore le botaniste suédois Carl Peter Thunberg. 

## Liste d'espèces
Selon The Plant List (11 janvier 2018) :
- Thunbergia adenocalyx Radlk.
- Thunbergia affinis S.Moore
- Thunbergia alata Bojer ex Sims
- Thunbergia alba S. Moore
- Thunbergia amoena C.B. Clarke
- Thunbergia anatina Benoist
- Thunbergia angolensis S.Moore
- Thunbergia angulata Hils. & Bojer ex Hook.
- Thunbergia annua Hochst. ex Nees
- Thunbergia armipotens S.Moore
- Thunbergia atacorensis Akoègn. & Lisowski
- Thunbergia atriplicifolia E. Mey. ex Nees
- Thunbergia aurea N.E. Br.
- Thunbergia battiscombei Turrill
- Thunbergia beniensis De Wild.
- Thunbergia beninensioides De Wild.
- Thunbergia bikimaensis De Wild.
- Thunbergia bogoroensis De Wild.
- Thunbergia brewerioides Schweinf.
- Thunbergia capensis Retz.
- Thunbergia cerinthoides Radlk.
- Thunbergia chrysops Hook.
- Thunbergia ciliata De Wild.
- Thunbergia coccinea Wall.
- Thunbergia convolvulifolia Baker
- Thunbergia cordata Lindau
- Thunbergia crispa Burkill
- Thunbergia cuanzensis S.Moore
- Thunbergia cyanea Nees
- Thunbergia cycnium S.Moore
- Thunbergia cynanchifolia Benth.
- Thunbergia dasychlamys Bremek.
- Thunbergia dregeana Nees
- Thunbergia eberhardtii Benoist
- Thunbergia erecta (Benth.) T.Anderson
- Thunbergia fasciculata Lindau
- Thunbergia fischeri Engl.
- Thunbergia fragrans Roxb.
- Thunbergia gentianoides Radlk.
- Thunbergia gibsonii S. Moore
- Thunbergia gossweileri S.Moore
- Thunbergia gracilis Benoist
- Thunbergia graminifolia De Wild.
- Thunbergia grandiflora (Roxb. ex Rottl.) Roxb.
- Thunbergia gregorii S.Moore
- Thunbergia guerkeana Lindau
- Thunbergia hamata Lindau
- Thunbergia heterochondros (Mildbr.) Vollesen
- Thunbergia hockii De Wild.
- Thunbergia holstii Lindau
- Thunbergia hookeriana Lindau
- Thunbergia huillensis S.Moore
- Thunbergia hyalina S.Moore
- Thunbergia katentaniensis De Wild.
- Thunbergia kirkiana T. Anderson
- Thunbergia laborans Burkill
- Thunbergia laevis Nees
- Thunbergia lamellata Hiern
- Thunbergia lancifolia T.Anderson
- Thunbergia lathyroides Burkill
- Thunbergia laurifolia Lindl.
- Thunbergia leucorhiza Benoist
- Thunbergia liebrechtsiana De Wild. & T.Durand
- Thunbergia longepedunculata De Wild.
- Thunbergia longifolia Lindau
- Thunbergia longisepala Rendle
- Thunbergia lutea T. Anderson
- Thunbergia malangana Lindau
- Thunbergia masisiensis De Wild.
- Thunbergia mechowii Lindau
- Thunbergia mellinocaulis Burkill
- Thunbergia microchlamys S. Moore
- Thunbergia mildbraediana Lebrun & Touss.
- Thunbergia mollis Lindau
- Thunbergia monroi S. Moore
- Thunbergia mysorensis (Wight) T.Anderson
- Thunbergia natalensis Hook.
- Thunbergia neglecta Sond.
- Thunbergia oblongifolia Oliv.
- Thunbergia oubanguiensis Benoist
- Thunbergia parvifolia Lindau
- Thunbergia paulitschkeana Beck
- Thunbergia petersiana Lindau
- Thunbergia pondoensis Lindau
- Thunbergia purpurata Harv. Ex C. B. Cl.
- Thunbergia pynaertii De Wild.
- Thunbergia recasa S.Moore
- Thunbergia retefolia S.Moore
- Thunbergia rufescens Lindau
- Thunbergia schimbensis S. Moore
- Thunbergia schweinfurthii S. Moore
- Thunbergia sericea Burkill
- Thunbergia sessilis Lindau
- Thunbergia stellarioides Burkill
- Thunbergia stelligera Lindau
- Thunbergia stuhlmanniana Lindau
- Thunbergia subalata Lindau
- Thunbergia togoensis Lindau
- Thunbergia usambarica Lindau
- Thunbergia valida S. Moore
- Thunbergia venosa C.B. Clarke
- Thunbergia vogeliana Benth.

## Espèces aux noms synonymes, obsolètes et leurs taxons de référence
Selon "The Plant List" 6 octobre 2012
- Thunbergia aspera Nees = Thunbergia atriplicifolia E. Mey. ex Nees , (1847)
- Thunbergia atriplicifolia E. Mey. Ex Nees × T. capensis Retz. = Sanchezia killipii Leonard , (1932)
- Thunbergia bachmannii Lindau = Thunbergia atriplicifolia E. Mey. ex Nees , (1847)
- Thunbergia chrysochlamys Baker = Pseudocalyx saccatus Radlk. , (1886)
- Thunbergia combretoides A. Chev. = Mendoncia combretoides (A. Chev.) Benoist , (1920)
- Thunbergia cordibracteolata C.B. Clarke = Thunbergia atriplicifolia E. Mey. ex Nees , (1847)
- Thunbergia cordifolia Nees = Thunbergia alata Bojer ex Sims , (1825)
- Thunbergia deflexiflora Baker = Pseudocalyx saccatus Radlk. , (1890)
- Thunbergia galpinii Lindau = Thunbergia atriplicifolia E. Mey. ex Nees , (1847)
- Thunbergia grandiflora Roxb. = Thunbergia alata Bojer ex Sims , (1825)
- Thunbergia grandiflora var. laurifolia (Lindl.) Benoist = Thunbergia laurifolia Lindl. , (1856)
- Thunbergia hirtistyla C.B. Clarke  = Thunbergia atriplicifolia E. Mey. ex Nees , (1847)
- Thunbergia hispida Lindau = Thunbergia cyanea Nees , (1847)
- Thunbergia holstii Lindau = Thunbergia affinis S.Moore 	, (1880)
- Thunbergia humbertii Benoist = Thunbergia convolvulifolia Baker , (1885)
- Thunbergia humbertii var. hirsuta Benoist = Thunbergia convolvulifolia var. hirsuta (Benoist) Benoist , (1867)
- Thunbergia laevis Nees = Thunbergia fragrans var. laevis (Nees) C.B. Clarke ex Hook. f. , (1884)
- Thunbergia lancifolia var. auriculata S.Moore = Thunbergia lancifolia T.Anderson , (1864)
- Thunbergia lancifolia var. laevis S.Moore = Thunbergia lancifolia T.Anderson , (1864)
- Thunbergia lancifolia var. pallida S.Moore = Thunbergia lancifolia T.Anderson , (1864)
- Thunbergia mysorensis (Wight) T. Anderson ex Bedd. = Thunbergia mysorensis (Wight) T.Anderson , (1867)
- Thunbergia platyphylla Baker = Thunbergia cyanea var. platyphylla (Baker) Benoist , (1926)
- Thunbergia ruspolii Lindau  = Thunbergia annua var. ruspolii (Lindau) Burkill
- Thunbergia schweinfurthii S. Moore  =Cardanthera africana var. schweinfurthii (S. Moore) S. Moore , (1880)
- Thunbergia solmsiana Lindau = Thunbergia cyanea Nees , (1847)
- Thunbergia volubilis Pers. = Thunbergia convolvulifolia Baker , (1885)
- Thunbergia xanthotricha Lindau = Thunbergia atriplicifolia E. Mey. ex Nees , (1847)

## Espèces au statut non encore résolu
Selon "The Plant List" 6 octobre 2012
- Thunbergia abyssinica Turrill
- Thunbergia acutibracteata De Wild.
- Thunbergia adenophora W.W.Sm.
- Thunbergia adjumaensis De Wild.
- Thunbergia alba S.Moore
- Thunbergia albiflora Gordon
- Thunbergia amanensis Lindau
- Thunbergia amoena C.B.Clarke
- Thunbergia anatina Benoist
- Thunbergia angulata Hils. & Bojer ex Hook.
- Thunbergia angulata R.Br.
- Thunbergia angustata De Wild.
- Thunbergia angustifolia Buch.-Ham. ex Nees.
- Thunbergia annua Hochst. ex Nees
- Thunbergia annua var. ruspolii (Lindau) Burkill
- Thunbergia argentea Lindau
- Thunbergia arnhemica F.Muell.
- Thunbergia atacorensis Akoègn. & Lisowski
- Thunbergia attenuata Benoist
- Thunbergia aurantiaca Paxton
- Thunbergia aurea N.E.Br.
- Thunbergia aureosetosa Mildbr.
- Thunbergia austromontana Vollesen
- Thunbergia backeri Bailly
- Thunbergia bancana Bremek.
- Thunbergia barbata Vollesen
- Thunbergia batjanensis Bremek.
- Thunbergia battiscombei Turrill
- Thunbergia baurii Lindau
- Thunbergia benguettensis Bremek.
- Thunbergia beniensis De Wild.
- Thunbergia beninensioides De Wild.
- Thunbergia benineusioides De Wild.
- Thunbergia bequaertii De Wild.
- Thunbergia bianoensis De Wild. & Ledoux
- Thunbergia bicolor Lindau
- Thunbergia bicolor (Wight) Manilal & Suresh
- Thunbergia bikimaensis De Wild.
- Thunbergia bodinieri H.Lév.
- Thunbergia bogoroensis De Wild.
- Thunbergia borbonica Lindau
- Thunbergia brachypoda Bremek.
- Thunbergia brachytyla Bremek.
- Thunbergia brewerioides Schweinf. ex Engl.
- Thunbergia buennemeyeri Bremek.
- Thunbergia byalina S.Moore
- Thunbergia capensis Retz.
- Thunbergia castellaneana Buscal. & Muschl.
- Thunbergia celebica Bremek.
- Thunbergia chinensis Merr.
- Thunbergia chiovendae Fiori
- Thunbergia chrysops Hook.
- Thunbergia ciliata De Wild.
- Thunbergia citrina Vollesen
- Thunbergia claessensii De Wild.
- Thunbergia clarkei T.Yamaz.
- Thunbergia coerulea Wight ex Nees
- Thunbergia collina S.Moore
- Thunbergia colpifera B.Hansen
- Thunbergia cordata Colla
- Thunbergia cordata Lindau
- Thunbergia crispula Bremek.
- Thunbergia cycloneura Bremek.
- Thunbergia cynanchifolia Benth.
- Thunbergia dasychlamys Bremek.
- Thunbergia delamerei S.Moore
- Thunbergia diplocalymna Steud.
- Thunbergia doddsii Paxton
- Thunbergia dregeana C.Presl
- Thunbergia elegans Borzi
- Thunbergia elliotii S.Moore
- Thunbergia elskensii De Wild.
- Thunbergia erythraeae Schweinf. ex Lindau
- Thunbergia exasperata Lindau
- Thunbergia eymae Bremek.
- Thunbergia fasciculata Lindau
- Thunbergia fasciculata De Wild.
- Thunbergia fastuoaa Lem.
- Thunbergia fastuosa Poit.
- Thunbergia fischeri Engl.
- Thunbergia flavohirta Lindau
- Thunbergia florida Montin ex Retz.
- Thunbergia frangulifolia Zipp. ex Span.
- Thunbergia friesii Lindau
- Thunbergia fryeri Bailly
- Thunbergia fuscata T.Anderson ex Lindau
- Thunbergia geoffrayi Benoist
- Thunbergia geraniifolia Benth.
- Thunbergia gibsonii S.Moore
- Thunbergia gigantea Lindau
- Thunbergia glaberrima Lindau
- Thunbergia glandulifera Lindau
- Thunbergia glaucina S.Moore
- Thunbergia gondarensis Chiov.
- Thunbergia gracilis Benoist
- Thunbergia graminifolia De Wild.
- Thunbergia gregorii S.Moore
- Thunbergia guerkeana Lindau
- Thunbergia hainanensis C.Y.Wu & H.S.Lo
- Thunbergia hamata Lindau ex Engl.
- Thunbergia hanningtoniana Burkill
- Thunbergia hanningtonii Burkill
- Thunbergia harrisii Hook.f.
- Thunbergia hastata Decne.
- Thunbergia hawtayneana Wall.
- Thunbergia hawtaynii T.Anderson
- Thunbergia hebecocca Bremek.
- Thunbergia hederifolia Bremek.
- Thunbergia heterophylla Wall.
- Thunbergia hirsuta T.Anderson
- Thunbergia hirta Sond.
- Thunbergia hockii De Wild.
- Thunbergia homblei De Wild.
- Thunbergia hookeriana Lindau
- Thunbergia hossei C.B.Clarke
- Thunbergia humilis Eckl. & Zeyh. ex Nees
- Thunbergia ikbaliana De Wild.
- Thunbergia ilocana Bremek.
- Thunbergia java Hoffmanns.
- Thunbergia javanica C.F.Gaertn.
- Thunbergia jayii S.Moore
- Thunbergia kaessneri S.Moore
- Thunbergia kamatembica Mildbr.
- Thunbergia kamerunensis Lindau
- Thunbergia kangeanensis Bremek.
- Thunbergia katangensis De Wild.
- Thunbergia katentaniensis De Wild.
- Thunbergia kirkiana T.Anderson
- Thunbergia kirkii Hook.f.
- Thunbergia laborans Burkill
- Thunbergia lacei Gamble
- Thunbergia lathyroides Burkill
- Thunbergia leucantha Steud.
- Thunbergia leucorhiza Benoist
- Thunbergia liebrechtsiana De Wild. & T.Durand
- Thunbergia linearifolia Bremek.
- Thunbergia loheri Bremek.
- Thunbergia longiflora F.Muell.
- Thunbergia longifolia Lindau
- Thunbergia longipedunculata De Wild.
- Thunbergia longisepala Rendle
- Thunbergia lutea T.Anderson
- Thunbergia macalensis Bremek.
- Thunbergia maculata Lace
- Thunbergia malayana Gand.
- Thunbergia malvifolia Buch.-Ham. ex Wall.
- Thunbergia manganjensis Lindau
- Thunbergia manikensis De Wild.
- Thunbergia masisiensis De Wild.
- Thunbergia mauginii Fiori
- Thunbergia mellinocaulis Burkill
- Thunbergia mestdaghi De Wild.
- Thunbergia michelana De Wild.
- Thunbergia microchlamys S.Moore
- Thunbergia mildbraediana Lebrun & Touss.
- Thunbergia mindanaensis Bremek.
- Thunbergia minziroensis Vollesen
- Thunbergia mollis Lindau
- Thunbergia monroi S.Moore
- Thunbergia mufindiensis Vollesen
- Thunbergia napperae Mwachala, Malombe & Vollesen
- Thunbergia natalensis Hook.
- Thunbergia neglecta Sond.
- Thunbergia nidulans Lindau
- Thunbergia nivea Craib
- Thunbergia nymphaeifolia Lindau
- Thunbergia oblongifolia Oliv.
- Thunbergia oculata S.Moore
- Thunbergia oubanguiensis Benoist
- Thunbergia palawanensis Bremek.
- Thunbergia papilionacea W.W.Sm.
- Thunbergia papuana Bremek.
- Thunbergia parva Roulet
- Thunbergia parviflora Bremek.
- Thunbergia paulitschkeana Beck
- Thunbergia pendula Hassk.
- Thunbergia petersiana Lindau
- Thunbergia pleistodonta Bremek.
- Thunbergia pondoensis Lindau
- Thunbergia powellii F.Muell.
- Thunbergia pratensis Lindau
- Thunbergia primulina Hemsl.
- Thunbergia prostrata Turrill
- Thunbergia proxima De Wild.
- Thunbergia proximoides De Wild.
- Thunbergia puberula Lindau
- Thunbergia purpurata Harv. ex C.B.Clarke
- Thunbergia pynaertii De Wild.
- Thunbergia quadrialata Lindau
- Thunbergia quadricostata Bremek.
- Thunbergia quinquenervis Buch.-Ham. ex Nees
- Thunbergia racemosa Vollesen
- Thunbergia randii S.Moore
- Thunbergia reniformis Vollesen
- Thunbergia repens Pers.
- Thunbergia reticulata Nees
- Thunbergia richardsiae Vollesen
- Thunbergia ridleyi Bremek.
- Thunbergia robertii Mildbr.
- Thunbergia rogersii Turrill
- Thunbergia roxburghia Nees
- Thunbergia rufescens Lindau
- Thunbergia rumicifolia Lindau
- Thunbergia saltiana Steud.
- Thunbergia salweenensis W.W.Sm.
- Thunbergia scandens Pers. ex Nees
- Thunbergia schimbensis S.Moore
- Thunbergia schliebenii Vollesen
- Thunbergia sericea Burkill
- Thunbergia siantanensis Bremek.
- Thunbergia similis Craib
- Thunbergia smilacifolia Kurz
- Thunbergia spinulosa Chiov.
- Thunbergia squamuligera Lindau
- Thunbergia stellarioides Burkill
- Thunbergia stelligera Lindau
- Thunbergia stenochlamys Bremek.
- Thunbergia stenophylla C.B.Clarke
- Thunbergia stenophylla Lindau
- Thunbergia stolonifera Blanco
- Thunbergia stuhlmanniana Lindau
- Thunbergia subalata Lindau
- Thunbergia subcordatifolia De Wild.
- Thunbergia subfulva S.Moore
- Thunbergia subnymphaeifolia Lindau
- Thunbergia subsagittata Blanco
- Thunbergia swynnertonii S.Moore
- Thunbergia talbotiae S.Moore
- Thunbergia thespesiifolia Bremek.
- Thunbergia thonneri De Wild. & T.Durand
- Thunbergia togoensis Lindau
- Thunbergia tomentosa Wall. ex Nees
- Thunbergia torrei Benoist
- Thunbergia trachychlamys Bremek.
- Thunbergia trichocarpa Bremek.
- Thunbergia trinervis S.Moore
- Thunbergia tsavoensis Vollesen
- Thunbergia usambarica Lindau
- Thunbergia valida S.Moore
- Thunbergia variabilis De Wild.
- Thunbergia venosa C.B.Clarke
- Thunbergia verdcourti Vollesen
- Thunbergia verdickii De Wild.
- Thunbergia vincoides Benoist
- Thunbergia vogeliana Benth.
- Thunbergia vossiana De Wild.
- Thunbergia wallichiana Gand.
- Thunbergia wightiana T.Anderson
- Thunbergia woodii Gand.
- Thunbergia zernyi Mildbr.